# Microstromatales
Microstromatales é uma ordem de fungos da classe Exobasidiomycetes. Esta ordem inclui três famílias: Microstromataceae, Quambalariaceae, e Volvocisporiaceae.